# Jane Fallon
Jane Elizabeth Mary Fallon, född 9 december 1960 i Harrow i London, är en brittisk författare och TV-producent.

## Biografi
Jane Fallon växte upp som yngst av fem syskon i Harrow i norra London och i Buckinghamshire. Efter katolsk flickskola i Slough avlade hon en Bachelor of Arts i historia vid University College London 1982. Under studietiden skrev hon för universitetstidningar med drömmen om att bli författare och efter examen började hon arbeta för ett teaterförlag. Efter några år där fortsatte hon som lektör och dramaturg på frilansbasis för olika teater- och tv-produktioner. 1994 avancerade hon till att bli tv-producent för tv-serien Eastenders, följd av ett flertal prisbelönta brittiska tv-serier.
2006 lämnade hon tv-världen för att satsa på sin dröm att bli romanförfattare och 2007 utkom debutboken, Getting Rid of Matthew (Dumpa Matthew, 2008), som kom att bli den första av en rad brittiska bästsäljare i en genomgående bitsk romantisk satirstil. Hennes böcker har översatts till ett drygt 20-tal språk med än så länge ett fåtal titlar på svenska.
Romanen Got You Back (Rätt åt dig!, 2009) är planerad att 2024 bli musikal med musik av Roxette och dramatisering av Klas Abrahamsson för världspremiär på Malmö Opera.
Sedan mötet på universitetet 1982 har Jane Fallon sammanlevt med skådespelaren Ricky Gervais i Hampstead.

## Filmografi (producent)
- 1994 – Eastenders
- 1996-1997 – This Life
- 1998 – Undercover Heart
- 1999 – Massive Landmarks of the 20th Century
- 2001 – Teachers (2001)
- 2002 – 20 Things to Do Before You're 30
- 2003 – Single